# Łękawica (Wadowice)
Pour les articles homonymes, voir Łękawica.
Łękawica est une localité polonaise de la gmina de Stryszów, située dans le powiat de Wadowice en voïvodie de Petite-Pologne.